# Хартман, Пауль
Пауль Вильгельм Константин Хартман (нем. Paul Hartmann; 8 января 1889, Фюрт, Бавария, Германская империя — 30 июня 1977, Мюнхен, ФРГ) — немецкий актёр театра и кино.

## Биография
Сын руководителя компании по экспорту игрушек. После окончания школы в 1907 году брал уроки актёрского мастерства. С 1908 года стал выступать на сцене театра в Плауэне.
В 1910-е — 1920-е годы работал в театрах Швейцарии, Австрии и Германии, в том числе Немецком театре в Берлине.
В 1917 году был призван на военную службу.
Дебютировал в кино в 1915 году, за свою карьеру снялся более чем в 130 фильмах.
В 1924 году поступил в Театр в Йозефштадте в Вене, в 1925 году перешёл в Бургтеатр. С января 1935 года — в коллективе Прусского государственного театра в Берлине, где выступал до конца Второй мировой войны. В апреле 1942 года стал президентом Имперской театральной палаты. В 1944 году был включён в список значительных деятелей культуры Рейха — одарённых Богом, составленный при личном участии Адольфа Гитлера, согласно которому он освобождался от службы на фронте и трудовой повинности.
После окончания Второй мировой войны в 1945 году ему на какое-то время было запрещено заниматься профессиональной деятельностью за то, что он снимался в национал-социалистических пропагандистских фильмах, в частности в фильме «Vem dömer?» (1941).
В 1950-х годах смог возобновить свою карьеру и в 1965 году был удостоен немецкой кинопремии Filmband in Gold.

## Избранная фильмография
- 1920 — Моника Фогельзанг — Амадео Васелли, художник
- 1921 — Замок Фогелёд — граф Питер Оич
- 1922 — Ванина — Октавио
- 1935 — Героическая кермесса — герцог де Оливарес
- 1938 — Pour le Mérite — капитан Пранк
- 1939 — Легион «Кондор» — Командир лётчиков-истребителей
- 1940 — Бисмарк — Бисмарк
- 1941 — Я обвиняю — профессор Томас Хейт
- 1962 — Самый длинный день — генерал-фельдмаршал Герд фон Рундштедт